# アイヴァー・ウィン・スタジアム

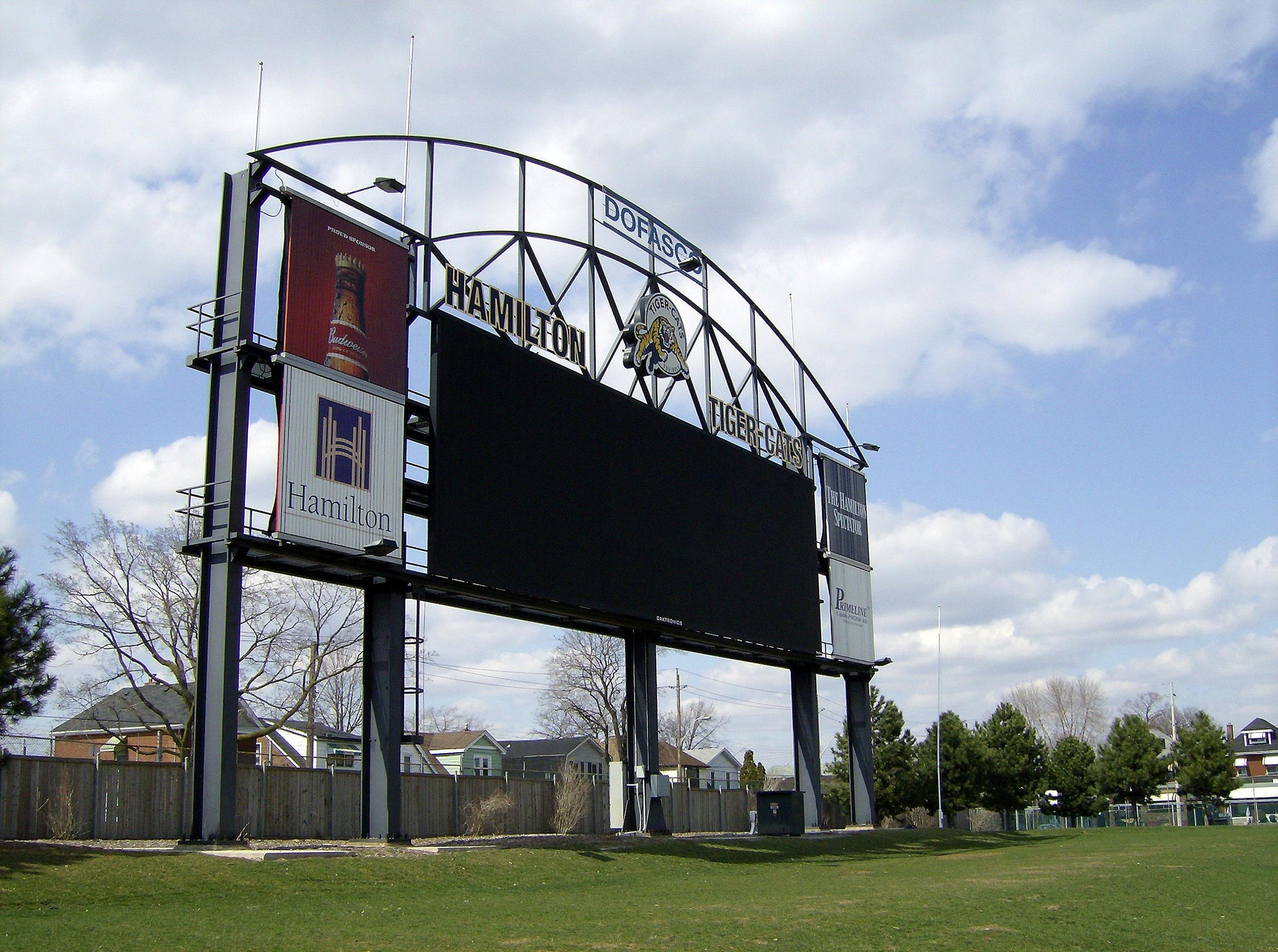
大型ビジョン

アイヴァー・ウィン・スタジアム（Ivor Wynne Stadium）は、カナダ、ハミルトンにかつて存在したカナディアンフットボールのスタジアム。
1930年、第1回大英帝国競技大会のメイン会場として建設された。当時の名称はシビック・スタジアムである。1950年よりカナディアン・フットボール・リーグのハミルトン・タイガーキャッツの本拠地となり、ハミルトンにあるマクマスター大学の大学フットボールチームのホームスタジアムともなっていた。過去5回（1932年、1935年、1944年、1972年、1996年）、グレイ・カップが行なわれた。
設備面で不十分な点が多くあったため、メディアや選手からの批判が絶えず、アメリカのテレビ局に試合の放送を拒否されたこともあった。1950年代および1970年代から80年代にかけて、これを受けて座席の増設や人工芝の敷設、カナダ国内最大の大型ビジョンの設置といった大規模な改築・増設工事が行なわれたが、2015年のパンアメリカン競技大会開催にあたり、スタジアムの更なる改築工事の計画が却下され、新たに約1億5000万カナダドルをかけて新スタジアムを建築することが決まり、これを受けて2012年10月27日のタイガーキャッツ対ウィニペグ・ブルーボマーズの試合を最後にスタジアムが閉鎖（その翌週にはブルーボマーズの本拠地カナッド・イン・スタジアムも閉鎖）。タイガーキャッツは2013年のシーズンはゲルフ大学内のAlumni Stadiumを暫定の本拠地として使用し、2014年のシーズンより7月開場予定のティム・ホートンズ・フィールドを新本拠地として使用する。
現在の名称は、マクマスター大学の学生部長でスタジアム整備の提案を行なったアイヴァー・ウィンを記念して1970年より用いられていた。